# Ämmäkoski (fors i Norra Savolax)
Ämmäkoski är en fors i Finland.   Den ligger i landskapet Norra Savolax, i den sydöstra delen av landet, 280 km nordost om huvudstaden Helsingfors. Ämmäkoski ligger 74 meter över havet.
Terrängen runt Ämmäkoski är platt. Runt Ämmäkoski är det glesbefolkat, med 8 invånare per kvadratkilometer. Närmaste större samhälle är Varkaus, 1,4 km väster om Ämmäkoski. 